# Анна и король
«Анна и король» (англ. Anna and the King) — фильм 1999 года, частично основанный на книге Маргарет Лэндон «Анна и король Сиама», истории Анны Леонуэнс, учительницы английского языка в Сиаме (ныне Таиланд) XIX века.
Фильм является ремейком фильма «Анна и король Сиама» 1946 года, но значительно от него отличается, также как и от мюзикла на этот сюжет «Король и я» (1951).
Фильм был снят режиссёром Энди Теннантом, в нём сыграли Джоди Фостер и Чоу Юньфат. Большая часть съёмок проходила на о. Пинанг в Малайзии.
В 2000 году фильм стал номинантом на премию «Оскар» за лучшие декорации и костюмы.
Фильм «Анна и король» официально запрещён к демонстрации в Таиланде, как «порочащий образ короля Монгкута», почитаемого всеми тайцами.

## Сюжет
Главная героиня фильма — Анна, вдова, приехавшая с сыном Луи в Сиам, чтобы обучить английскому языку и культуре детей короля Монгкута, которых у него было более пятидесяти от многочисленных жён и наложниц. Она умная, решительная женщина, и это нравится королю (хотя и не сразу), который хочет изменить свою страну, чтобы избежать колониального захвата, в то же время сохранив древние традиции, сделавшие страну уникальной.
Анна очень привязалась к королевской семье и сиамскому народу. Трагедии этой страны и королевской семьи становятся трагедиями для неё самой.
Анна очарована королевскими детьми, особенно принцессой Фа-Йин (девочка очень любит весёлых обезьянок, живущих в деревьях королевского сада). Когда она внезапно заболевает холерой, Анну вызывают в покои принцессы, чтобы попрощаться. Она приходит как раз в тот момент, когда Фа-Йин умирает на руках у своего отца. Несколько позже король обнаруживает, что одна из обезьянок «одолжила» его очки, как это часто делала его дочь, и утешается тем, что душа Фа-Йин, возможно, переселилась в тело одного из её любимых животных.
Чтобы завоевать расположение Британии, король даёт Анне распоряжение организовать роскошный приём в соответствии с европейскими обычаями и этикетом. Во время этого приёма у короля происходит словесная перепалка с сэром Кинкейдом, представителем Ост-Индской торговой компании, обвиняющим Сиам в культурной неполноценности его народа и открыто заявляющем о безоговорочно высшей позиции Британии. Анна открыто возражает ему, понимая, что на самом деле лорд имеет виды на земли Сиама. В конце приёма король танцует с Анной.
Леди Таптим, новая наложница короля, была помолвлена, когда её привели ко двору. Король был добр к ней, но она была слишком несчастна и в конце концов сбежала, замаскировавшись под юношу и уйдя в монастырь, где жил её бывший жених. Жених в монастыре не узнал её и общался с ней, как со своим духовным братом-монахом. Позже Таптим поймали и вернули во дворец. Она и её жених были казнены по обвинению в измене королю и прелюбодействие, что на самом деле не было правдой.
Анна неоднократно проявляла свою независимость и отстаивала своё мнение по разным вопросам при разговоре с королём и министрами, что не очень нравилось королю, однако так она приобрела репутацию мудрой и дальновидной женщины. Впоследствии она спасла жизнь королю и его семье во время заговора, организованного против него одним из министров.
Анна и король полюбили друг друга, но понимали, что, согласно традициям Сиама и этикету монархии, они не могут быть вместе. В конце концов Анна покидает Сиам и возвращается в Англию.

## В ролях
- Джоди Фостер — Анна Леонуэнс
- Чоу Юньфат — король Монгкут
- Бай Лин — Таптим, наложница короля
- Том Фелтон — Луи Леонуэнс, сын Анны
- Джеффри Палмер — лорд Джон Брэдли
- Рэндалл Дук Ким — генерал Алак
- Кэй Сиу Лим — принц Чаофа, брат короля Монгкута
- Мелисса Кэмпбелл — принцесса Фа-Ин
- Кейт Чин — принц Чулалонгкорн
- Мано Маниам — Мунши
- Саид Алви Саид Хассан — Кралахом, премьер-министр

## Съёмочная группа
- Режиссёр: Энди Теннант
- Оператор: Калеб Дешанель
- Сценаристы: Стив Мирсон, Питер Крайкс
- Продюсеры: Лоуренс Бендер, Эд Элберт
- Монтажер: Роджер Бонделли
- Композитор: Джордж Фентон
- Художник: Лучана Арриги
- Костюмы: Дженни Беван
- Исполнительный продюсер: Теренс Чэнг
- Кастинг: Присцилла Джон

## Премии и награды
Фильм был номинирован в следующих категориях:
- 2000 — «Оскар»
  - Лучшая работа художника
    - Лучана Арриги
    - Иан Уиттакер

  - Лучший дизайн костюмов
    - Дженни Беван
- 2000 — «Золотой глобус»
  - Лучшая музыка
    - Джордж Фентон

## Интересные факты
Когда картина «Анна и король» вышла в прокат, дипломатические представители и консулы Таиланда получили сообщения о том, что граждане их страны несут уголовную ответственность за владение копиями фильма. Председатель комиссии по цензуре Таиланда, той, что запретила голливудский фильм, потребовал, чтобы каждый продавец, владелец, а также любой, кто будет замечен в демонстрации картины в Таиланде, был осужден на год тюремного заключения, крупный штраф или и то и другое. Узнав о решении тайских властей, компания Twentieth Century Fox решила не обращаться в суд с апелляцией. Тайской же полиции пришлось бороться с потоком пиратских видеокассет и дисков, хлынувшим в страну. В округе Пратунам были арестованы мужчина и женщина, у которых обнаружили 400 видеокассет с фильмом. По словам тайских цензоров, основанием для запрета картины послужило непочтительное и исторически неверное изображение монархии, и особенно — короля Монгкута, что они сочли оскорблением королевской семьи.— Дон Б. Соува